# Минасян, Паравон Геворкович
Паравон Геворкович Минасян (1912 год, село Меоре Атара, Сухумский округ, Кутаисская губерния, Российская империя — дата смерти неизвестна) — бригадир колхоза имени Микояна Очемчирского района Абхазской АССР, Грузинская ССР. Герой Социалистического Труда (1949).

## Биография
Родился в 1912 году в крестьянской семье в селе Меоре Атара (сегодня — Атара-Армянская) Сухумского округа Кутаисской губернии.
Со второй половины 1940-х годов — бригадир табаководческой бригады колхоза имени Микояна Очемчирского района с центральной усадьбой в селе Меоре Атара.
В 1948 году бригада Паравона Минасяна собрала в среднем с каждого гектара по 16,2 центнеров листьев табака сорта «Самсун № 27» на участке площадью 6,3 гектара. Указом Президиума Верховного Совета СССР от 3 мая 1949 года «за получение высоких урожаев кукурузы и табака в 1948 году» удостоен звания Героя Социалистического Труда с вручением ордена Ленина и золотой медали «Серп и Молот».
Этим же указом званием Героя Социалистического Труда были награждены председатель колхоза имени Шаумяна Леон Агасерович Элекчян, агроном Соломон Акопович Мелконян и бригадир Мкирдич Оганесович Чепнян.
Проживал в родном селе Атара-Армянская, потом переехал в Ленинград.
Дата смерти не установлена.